# Куглер, Ганс
Фридрих Иоганнес (Ганс) Ку́глер (нем. Friedrich Johannes (Hans) Kugler; 23 июля 1840, Берлин — 12 декабря 1873, Мюнхен) — немецкий художник-пейзажист и портретист.

## Биография
Ганс Куглер — младший сын искусствоведа и поэта Франца Куглера, занимавшего высокое положение в прусском министерстве культуры и народного образования, и его супруги Клары, урождённой Гитциг, дочери писателя Юлиуса Эдуарда Гитцига. Старший брат Ганса Бернгард Куглер стал историком. Семья Куглеров была дружна с Теодором Фонтане. Куглер учился в Веймарской художественной школе великих герцогов саксонских у Арнольда Бёклина. Всю свою жизнь он тяжело страдал от хронического заболевания. После смерти отца мать с сыновьями переехала в Мюнхен. В 1863 году Куглер отправился вместе с другом Адольфом фон Вильбрандтом в Рим, в 1864 году вернулся в Мюнхен.
В начале 1860-х годов Ганс Куглер вместе с Вильбрандтом, зятем Паулем Хейзе и художником Людвигом фон Хагном входили в одну дружескую компанию, куда присоединились Франц фон Ленбах и Бёклин. Ганс Куглер написал известный портрет Ленбаха. Друзья-художники поддерживали тесный контакт с коллекционером Адольфом Фридрихом фон Шаком. Ганс Куглер повлиял на отношение Шака к творчеству Бёклина.
После смерти дочери Маргариты в 1862 году Клара Куглер переехала в дом зятя Пауля Хейзе, чтобы ухаживать за внуками. Туда же перебрался и Ганс Куглер, за которым также ухаживала мать. Клара Куглер совершила самоубийство в начале декабря 1873 года, узнав о попытке самоубийства, совершённой сыном Гансом. Попытка самоубийства не удалась, но Ганс Куглер умер спустя десять дней от последствий этой попытки.